# 58a Mostra Internacional de Cinema de Venècia
La 58a Mostra Internacional de Cinema de Venècia es va celebrar entre el 29 d'agost i el 8 de setembre de 2001.

## Jurat
El jurat de la Mostra de 2001 va estar format per:
- Nanni Moretti (president)
- Amitav Ghosh (autor)
- Jerzy Skolimowski
- Jeanne Balibar
- Taylor Hackford
- Cecilia Roth
- Vibeke Windeløv
- Francesca Comencini (president) (curts)
- Jaques Kermabon (crític) (curts)

## Selecció oficial

### En competició
| Títol original                  | Director(s)        | País de producció                                         |
| ------------------------------- | ------------------ | --------------------------------------------------------- |
| Suchwiin bulmyeong              | Kim Ki-duk         | Corea del Sud                                             |
| Dupa-amiaza unui tortionar      | Lucian Pintilie    | Romania                                                   |
| Abril Despedaçado               | Walter Salles      | Brasil/ França/ Suïssa                                    |
| Bully                           | Larry Clark        | Estats Units                                              |
| Hundstage                       | Ulrich Seidl       | Àustria                                                   |
| Eden                            | Amos Gitai         | Israel/ Itàlia/ França                                    |
| Heung gong yau gok hor lei wood | Fruit Chan         | Hong Kong                                                 |
| How Harry Became a Tree         | Goran Paskaljević  | Itàlia/ França/ Regne Unit/ Irlanda                       |
| Luce dei miei occhi             | Giuseppe Piccioni  | Itàlia                                                    |
| Loin (en. "Far")                | André Téchiné      | França                                                    |
| Monsoon Wedding                 | Mira Nair          | Índia/ Estats Units/ Itàlia/ Alemanya/ França/ Regne Unit |
| The Navigators                  | Ken Loach          | Regne Unit/ Alemanya/ Espanya                             |
| Los otros                       | Alejandro Amenábar | Espanya/ Estats Units/ França/ Itàlia                     |
| Luna rossa                      | Antonio Capuano    | Itàlia                                                    |
| Raye makhfi                     | Babak Payami       | Iran/ Itàlia/ Canadà/ Suïssa                              |
| The Triumph of Love             | Clare Peploe       | Itàlia/ Regne Unit/ Alemanya                              |
| Waking Life                     | Richard Linklater  | Estats Units                                              |
| Quem És Tu?                     | João Botelho       | Portugal                                                  |
| Sauvage innocence               | Philippe Garrel    | França                                                    |
| Y tu mamá también               | Alfonso Cuarón     | Mèxic                                                     |

## Seccions autònomes

### Setmana de la Crítica del Festival de Cinema de Venècia
Les següents pel·lícules foren exhibides com en competició per a aquesta secció:
- Gege de Yan Yan Mak
- Rain de Katherine Lindberg [5]
- Rasganço de Raquel Freire ,
- Shōjo d'Eiji Okuda
- Tornando a casa de Vincenzo Marra
- Un moment de bonheur d'Antoine Santana [6]
- Vagón fumador de Verónica Chen

## Premis
- Lleó d'Or:
  - Monsoon Wedding (Mira Nair)
- Premi Especial del Jurat:
  - Hundstage (Ulrich Seidl)
- Lleó d'Argent:
  - Freunde (Jan Krüger)
- Copa Volpi:
  - Millor Actor: Luigi Lo Cascio Luce dei miei occhi
  - Millor Actriu: Sandra Ceccarelli Luce dei miei occhi
- Premi Marcello Mastroianni:
  - Y tu mamá también (Gael García Bernal i Diego Luna)
- Premi Luigi De Laurentiis:
  - Kruh in mleko (Jan Cvitkovic i Danijel Hocevar)
- Cinema del Present – Lleó de l'any:
  - Seafood (Wen Zhu)
- Cinema del Present – Premi Especial del Jurat:
  - Le Souffle (Damien Odoul)
- Premi FIPRESCI:
  - Competició: Sauvage innocence (Philippe Garrel)
  - Seccions paral·leles: Le Souffle (Damien Odoul)
- Premi OCIC:
  - Raye makhfi (Babak Payami)
- PREMI Netpac:
  - Raye makhfi (Babak Payami)
  - Quitting (Yang Zhang)
- Premi Don Quixote:
  - L'emploi du temps (Laurent Cantet)
- Premi UNICEF:
  - Raye makhfi (Babak Payami)
- Premi UNESCO:
  - Porto da Minha Infância (Manoel de Oliveira)
- Premi Pasinetti:
  - Millor Film: Raye makhfi (Babak Payami)
  - Millor Actor: (Luigi Lo Cascio) Luce dei miei occhi
  - Millor Actriu: (Sandra Ceccarelli) Luce dei miei occhi
- Premi dels Cinema Clubs Italians:
  - Tornando a casa (Vincenzo Marra)
- Premi Pietro Bianchi:
  - Alberto Sordi
- Premi Isvema:
  - Tornando a casa (Vincenzo Marra)
- Premi FEDIC:
  - Tornando a casa (Vincenzo Marra)
- Premi Wella:
  - Luna rossa (Licia Maglietta)
- Premi Elvira Notari:
  - Jīn nián xià tiān (Li Yu)
- Premi Cult Network Italia:
  - Sailing Home (Vincenzo Marra)
- Premi FilmCritica "Bastone Bianco":
  - Dias de Nietzsche em Turim (Júlio Bressane)
- Future Film Festival Digital Award:
  - A.I. Artificial Intelligence (Steven Spielberg)
- Premi Laterna Magica:
  - Monsoon Wedding (Mira Nair)
- Sergio Trasatti Award:
  - Luce dei miei occhi (Giuseppe Piccioni)
- Premi CinemAvvenire:
  - Millor pel·lícula sobre la relació home-natura: Sailing Home (Vincenzo Marra)
  - Millor pel·lícula: Waking Life (Richard Linklater)
  - Millor primera pel·lícula: Ggot seom (Il-gon Song)
- Premi Infants i Cinema:
  - The Navigators (Ken Loach)
- Premi Rota a la banda sonora:
  - The Navigators (George Fenton)
- Premi Fundació Mimmo Rotella:
  - Quem És Tu? (João Botelho)
- Premi Especial del Director:
  - Babak Payami
- Millor Guió:
  - Y tu mamá también (Alfonso Cuarón i Carlos Cuarón)